# Драгобрат (гора)
Драгобрат (Второй Жандарм) — гора горного хребта Урду-Флавантуч в восточной части массива Свидовец (Украинские Карпаты). Расположена на территории Раховского района Закарпатской области, между реками Чёрная Тиса и Косовская.

## География
Название вершины «Драгобрат» означает «вырубка», то есть участок, где вырублен лес.
Высота вершины 1763 м. Восточные и западные склоны (поперек хребта) крутые, южные и северные (вдоль хребта) — более пологие. До высоты 1400 м растут хвойные и буковые леса, выше — лежат полонины. На восточных склонах горы начинают свой исток несколько ручьев, которые сливаются в один: Свидовец, который впадает в Чёрную Тису.
Южнее вершины, на расстоянии свыше 1 км, лежит главная вершина горы Близница (1883 м), на севере, в 2 км — гора Стог (1704 м). В 22 км на восток — юго-восток лежит гора Говерла.
Драгобрат входит в состав природоохранной территории — Свидовецкого заповедного массива (часть Карпатского биосферного заповедника). На северо-восточном склоне лежит горнолыжный курорт Драгобрат.
Через вершину проходит несколько популярных туристических маршрута, в частности: «Вершинами Свидовца» — от поселка Ясиня до поселка Усть-Чорна и Осмолода — Горганы — Свидовец — Рахов.
Ближайшие населённые пункты: поселок Ясиня в 11 км на северо-восток села Тростянец и Квасы за 9 и 10 км на юг, соответственно.